# Тёрнер, Мэттью
Мэттью Тёрнер (англ. Matthew Turner; род. 11 декабря 1975) — английский и шотландский шахматист, гроссмейстер (2002). В 2012 году сменил «шахматное гражданство» с английского на шотландское.
Чемпион Шотландии (2019), семикратный победитель Лиги четырёх наций. Трёхратный участник Кубков европейских клубов.
Победитель турнира Уитли 1999 года, Ньюпорта 2000 года и Шотландский открытый международный турнир 2016 года. Победитель Открытого чемпионата Великобритании по блицу 2019 года.

## Изменения рейтинга
| Графики недоступны из-за технических проблем. См. информацию на Фабрикаторе и на mediawiki.org. |